# Uptown Records
La Uptown Records è stata un'etichetta discografica hip hop e R&B statunitense, fondata da Andre Harrell negli anni ottanta. Nei primi anni novanta è diventata una delle etichette più importanti del genere, avendo il contratto di numerosi artisti, tra cui Heavy D, Christopher Wallace, Jodeci, Mary J. Blige, Father Mc, Monifah e Soul 4 Real.
L'etichetta ha dato il via alla carriera del produttore Sean Combs, che ha iniziato qui a fare le prime esperienze nell'ambiente musicale, ed è arrivato a fondare la propria etichetta, la Bad Boy Records, portando con sé il rapper di Brooklyn The Notorious B.I.G..
Nel 1987 l'etichetta viene acquistata dalla MCA Records. Nel 1996 Harrel lascia l'etichetta per diventare amministratore delegato della Motown Records, lasciando il posto ad Heavy D. Lo stesso anno l'etichetta viene venduta alla neonata universal Records, vedendo però passare la maggior parte degli artisti tra le file della MCA. Dalla fine degli anni 90 smette di produrre materiale, pur rimanendo parte della Universal Motown Records Group.